# Aleuroglandulus subtilis
Aleuroglandulus subtilis là một loài côn trùng cánh nửa trong họ Aleyrodidae, phân họ Aleyrodinae.
Aleuroglandulus subtilis được Bondar miêu tả khoa học đầu tiên năm 1923.